# Grammofon Leverantörernas Förening
Grammofon Leverantörernas Förening (GLF) em sueco, ou Swedish Recording Industry Association (SRIA) em inglês, é uma empresa de associação de gravadoras da Suécia, que representa os interesses da indústria fono/discográfica no país. Foi criado em 1975 sob o nome IFPI Svenska Gruppen, sendo até hoje também associada ao IFPI.